# Сымон, Францишек
Франци́шек А́льбин Сы́мон (пол. Franciszek Albin Symon; 1841—1918) — российский католический епископ, генеральный викарий Могилёвской митрополии при архиепископе Симоне Мартине Козловском.

## Биография
Родился в деревне Дубовец Житомирского уезда Волынской губернии в 1841 году. В 1856 году из Новоград-Волынского дворянского училища поступил в Житомирскую римско-католическую духовную семинарию; в 1859 году был переведён в Католическую духовную академию в Санкт-Петербурге, где в 1862 году получил степень академика богословия. Продолжил обучение богословским наукам в Мюнхенском университете, где в 1864 году защитил докторскую диссертацию по теологии; 9 октября того же года был рукоположен в священники в Риме. С начала 1865 года преподавал в Санкт-Петербургской академии: был инспектором академии и преподавателем библейской археологии; в 1866—1870 годах возглавлял кафедру церковной истории и канонического права, с 1870 — кафедру Священного Писания.
В 1876 году был возведён в сан Луцко-Житомирского кафедрального каноника. С 1883 года преподавал в Житомирской семинарии, где учился ранее сам, греческий язык и догматическое богословие. В 1883 году был возведён в сан кафедрального прелата.
В 1884 году вернулся в Санкт-Петербург, получив назначение на должность ректора Католической духовной академии.
В 1890 году возведён в сан прелата Папского двора; 17 декабря 1891 года назначен епископом-помощником Могилёвской архиепархии при архиепископе Симоне Мартине Козловском; 27 марта 1892 года в храме св. Екатерины был рукоположен в епископы, как титулярный епископ Зенополиса.
В период 1892—1897 года управлял делами архиепархии в то время, когда архиепископ Козловский уезжал на лечение. Совершил много поездок по удалённым католическим приходам, а в 1894 году посетил Иерусалим и другие святые места Палестины. Отличался решительностью и твёрдостью, удалил из приходов назначенных властями настоятелей, заменив их священниками, преданными католической церкви. Твёрдая позиция в деле защиты интересов католической церкви вызвала недовольство властей Российской империи, по их требованию в 1897 году Сымон был отстранён от должности и выслан в Одессу. Впрочем уже 2 августа 1897 года Сымон был назначен епископом Плоцка. На этом посту он пробыл до июня 1901 года, когда император Николай II приказал вычеркнуть его имя из списка духовенства и запретил совершать богослужения. Папа Лев XIII назначил его титулярным епископом Атталии и куратором польских национальных приходов в США.
В последние годы жизни Сымон служил настоятелем Мариацкого костёла в Кракове. Умер в Кракове 26 мая 1918 года.